# シャフト (アニメ制作会社)
株式会社シャフト（英: SHAFT INC.）は、日本のアニメ制作会社。杉並アニメ振興協議会会員。

## 概要
虫プロダクション出身の若尾博司が、1975年に仕上スタジオの「有限会社シャフト」として創業。設立当初は同年に設立されたスタジオディーンとともに、シンエイ動画及び虫プロの流れを汲む日本サンライズ制作作品の仕上を請け負っていた。
1980年代前半、グロス請けを開始し、仕上スタジオからアニメーション制作全般を請負う制作会社に転換した。1987年の『夢から、さめない』が初の自社元請制作作品（これ以前に森のトントたち（1984年）を下請けという形で実制作していた）であり、1995年の『十二戦支 爆烈エトレンジャー』が初の自社企画・元請制作によるテレビシリーズである。2000年から2001年にかけて発売された『トップをねらえ!』のDVD映像特典として収録された短編作品をグロス請けで制作。以降2001年から2005年までガイナックスと共同名義で制作を請け負った。
2004年、久保田光俊が二代目代表取締役に就任する。相前後して社内にデジタル部（DIGITAL@SHAFT）を設け、導入済みのデジタルペイントの他、デジタルコンポジット及びビジュアルエフェクト（3DVFX）にも対応する。
2004年放送の『月詠 -MOON PHASE-』の制作にあたり、『The Soul Taker 〜魂狩〜』にグロス請けで参加した際の仕事ぶりを監督の新房昭之が評価し、制作現場としてシャフトを提案。以降、尾石達也、大沼心などのスタッフが制作に参加し、『ぱにぽにだっしゅ!』や『さよなら絶望先生』『〈物語〉シリーズ』など、新房を監督とする作品を中心としたテレビシリーズを手掛けている。また、新房を監督とする作品では、別にシリーズディレクター（チーフディレクター、副監督）を立てることが多い。
2011年に制作した『魔法少女まどか☆マギカ』は記録的なヒットとなり、『ニュータイプアニメアワード2011』において、監督賞・作品賞など14冠を達成し、相応の成果を得る。
2015年には、有限会社から株式会社に改組した。
2020年、美術部（SHAFT art section）を開設。
2022年6月、静岡県静岡市葵区に静岡スタジオ「AOI」を開設。
共同筆名を使用する事があり、古くは『十二戦支 爆烈エトレンジャー』の紗吹 都、2000年代以降は東 富耶子（東 冨耶子）、椎谷 太志を使用する。（いずれも「シャフト」・もしくはその逆から読みの当て字）

## 作品履歴

### テレビアニメ
| 開始年 | 放送期間          | タイトル                                                                                 | 監督                          | シリーズ ディレクター                   | アニメーション プロデューサー | 原作             |
| ------ | ----------------- | ---------------------------------------------------------------------------------------- | ----------------------------- | --------------------------------------- | ----------------------------- | ---------------- |
| 1984年 | 10月 - 1985年3月  | 森のトントたち                                                                           | 樋口雅一                      | N/A                                     | N/A                           | オリジナル       |
| 1988年 | 4月 - 1989年3月   | ホワッツマイケル                                                                         | 樋口雅一                      | N/A                                     | N/A                           | 漫画             |
| 1995年 | 4月 - 1996年1月   | 十二戦支 爆烈エトレンジャー                                                              | 岡崎国敏 (総)                 | N/A                                     | 若尾博司                      | オリジナル       |
| 2000年 | 11月 - 2001年5月  | ドッとKONIちゃん                                                                         | ワタナベシンイチ 安田ケンジ   | N/A                                     | 久保田光俊                    | オリジナル       |
| 2001年 | 10月 - 12月       | まほろまてぃっく                                                                         | 山賀博之                      | N/A                                     | 佐藤裕紀 久保田光俊           | 漫画             |
| 2002年 | 7月 - 10月        | G-onらいだーす                                                                           | 木村真一郎                    | N/A                                     | N/A                           | オリジナル       |
| 2002年 | 9月 - 2003年1月   | まほろまてぃっく〜もっと美しいもの〜                                                     | 山賀博之                      | N/A                                     | 佐藤裕紀 久保田光俊           | 漫画             |
| 2003年 | 7月 - 10月        | ぽぽたん                                                                                 | 木村真一郎                    | N/A                                     | 久保田光俊                    | ゲーム           |
| 2003年 | 8月14日           | まほろまてぃっく夏のTVスペシャル「えっちなのはいけないと思います!」                      | 山賀博之                      | N/A                                     | 佐藤裕紀 久保田光俊           | 漫画             |
| 2004年 | 4月 - 6月         | この醜くも美しい世界                                                                     | 佐伯昭志                      | N/A                                     | 久保田光俊                    | オリジナル       |
| 2004年 | 10月 - 2005年3月  | 月詠 -MOON PHASE-                                                                        | 新房昭之 (総) 鈴木利正 (補佐) | N/A                                     | 久保田光俊                    | 漫画             |
| 2005年 | 4月 - 6月         | これが私の御主人様                                                                       | 佐伯昭志                      | N/A                                     | 久保田光俊                    | 漫画             |
| 2005年 | 7月 - 12月        | ぱにぽにだっしゅ!                                                                        | 新房昭之                      | 大沼心                                  | 久保田光俊                    | 漫画             |
| 2006年 | 2月 - 3月         | REC                                                                                      | 中村隆太郎                    | N/A                                     | 久保田光俊                    | 漫画             |
| 2006年 | 10月 - 2007年3月  | ネギま!?                                                                                 | 新房昭之                      | 大沼心 (チーフ)                         | 久保田光俊                    | 漫画             |
| 2007年 | 1月 - 3月         | ひだまりスケッチ                                                                         | 新房昭之 (総)                 | 上坪亮樹 (チーフ)                       | N/A                           | 漫画             |
| 2007年 | 7月 - 9月         | さよなら絶望先生                                                                         | 新房昭之                      | 龍輪直征 (副監督)                       | 久保田光俊                    | 漫画             |
| 2007年 | 10月 - 12月       | ef - a tale of memories.                                                                 | 大沼心                        | N/A                                     | 雨宮茂幸                      | ゲーム           |
| 2008年 | 1月 - 3月         | 【俗・】さよなら絶望先生                                                                 | 新房昭之                      | 龍輪直征 (副監督) 宮本幸裕 (チーフ演出) | 久保田光俊                    | 漫画             |
| 2008年 | 7月 - 9月         | ひだまりスケッチ×365                                                                     | 新房昭之                      | 尾石達也 (プロダクション)               | N/A                           | 漫画             |
| 2008年 | 10月 - 12月       | ef - a tale of melodies.                                                                 | 大沼心                        | N/A                                     | 雨宮茂幸                      | ゲーム           |
| 2009年 | 1月 - 3月         | まりあ†ほりっく                                                                          | 新房昭之                      | 宮本幸裕 龍輪直征 (副監督)              | 久保田光俊                    | 漫画             |
| 2009年 | 4月 - 6月         | 夏のあらし!                                                                              | 新房昭之                      | 大沼心                                  | 久保田光俊                    | 漫画             |
| 2009年 | 7月 - 9月         | 化物語                                                                                   | 新房昭之                      | 尾石達也                                | 久保田光俊                    | 小説             |
| 2009年 | 7月 - 9月         | 【懺・】さよなら絶望先生                                                                 | 新房昭之                      | 龍輪直征 (副監督) 宮本幸裕 (チーフ演出) | 久保田光俊                    | 漫画             |
| 2009年 | 10月 - 12月       | 夏のあらし! 〜春夏冬中〜                                                                 | 新房昭之                      | 大沼心 → 石倉賢一                       | 久保田光俊                    | 漫画             |
| 2010年 | 1月 - 3月         | ひだまりスケッチ×☆☆☆                                                                     | 新房昭之                      | 石倉賢一                                | N/A                           | 漫画             |
| 2010年 | 1月 - 4月         | ダンス イン ザ ヴァンパイアバンド                                                        | 新房昭之                      | 園田雅裕                                | 久保田光俊                    | 漫画             |
| 2010年 | 4月 - 6月         | 荒川アンダー ザ ブリッジ                                                                 | 新房昭之                      | 宮本幸裕                                | 久保田光俊 岩城忠雄 小原充    | 漫画             |
| 2010年 | 10月 - 12月       | 荒川アンダー ザ ブリッジ×ブリッジ                                                        | 新房昭之                      | 宮本幸裕                                | 久保田光俊 岩城忠雄           | 漫画             |
| 2010年 | 10月 - 12月       | それでも町は廻っている                                                                   | 新房昭之 (総)                 | 龍輪直征 (副監督)                       | 久保田光俊                    | 漫画             |
| 2011年 | 1月 - 4月         | 魔法少女まどか☆マギカ                                                                    | 新房昭之                      | 宮本幸裕                                | 岩城忠雄                      | オリジナル       |
| 2011年 | 4月 - 6月         | まりあ†ほりっく あらいぶ                                                                 | 新房昭之 (総)                 | ところともかず 石倉賢一 (副監督)        | 久保田光俊 菅野雄二           | 漫画             |
| 2011年 | 4月 - 6月         | 電波女と青春男                                                                           | 新房昭之 (総)                 | 宮本幸裕                                | 久保田光俊                    | 小説             |
| 2011年 | 10月29日・11月5日 | ひだまりスケッチ×SP                                                                      | 新房昭之                      | N/A                                     | N/A                           | 漫画             |
| 2012年 | 1月 - 3月         | 偽物語                                                                                   | 新房昭之                      | 板村智幸                                | 久保田光俊                    | 小説             |
| 2012年 | 10月 - 12月       | ひだまりスケッチ×ハニカム                                                                | 新房昭之                      | 八瀬祐樹                                | N/A                           | 漫画             |
| 2012年 | 12月31日          | 猫物語(黒)                                                                               | 新房昭之 (総) 板村智幸        | N/A                                     | 久保田光俊                    | 小説             |
| 2013年 | 1月 - 3月         | ささみさん@がんばらない                                                                  | 新房昭之                      | 龍輪直征 (副監督)                       | 松永康佑                      | 小説             |
| 2013年 | 7月 - 12月        | 〈物語〉シリーズ セカンドシーズン 「猫物語(白)」「傾物語」「囮物語」「鬼物語」「恋物語」 | 新房昭之 (総) 板村智幸        | 龍輪直征 八瀬祐樹                       | 行永卓生                      | 小説             |
| 2014年 | 1月 - 5月         | ニセコイ                                                                                 | 新房昭之 (総) 龍輪直征        | N/A                                     | 藤川仁志                      | 漫画             |
| 2014年 | 4月 - 6月         | メカクシティアクターズ                                                                   | 新房昭之 (総) 八瀬祐樹        | N/A                                     | 松永康佑                      | 楽曲             |
| 2014年 | 8月16日           | 〈物語〉シリーズ セカンドシーズン「花物語」                                              | 新房昭之 (総) 板村智幸        | N/A                                     | 行永卓生                      | 小説             |
| 2014年 | 12月31日          | 憑物語                                                                                   | 新房昭之 (総) 板村智幸        | N/A                                     | 宗宮一樹                      | 小説             |
| 2015年 | 1月 - 3月         | 幸腹グラフィティ                                                                         | 新房昭之 (総) 龍輪直征        | N/A                                     | N/A                           | 漫画             |
| 2015年 | 4月 - 6月         | ニセコイ:                                                                                | 新房昭之                      | 宮本幸裕 (チーフ演出)                   | 松永康佑                      | 漫画             |
| 2015年 | 10月 - 12月       | 終物語 「おうぎフォーミュラ」「そだちリドル」「そだちロスト」「しのぶメイル」            | 新房昭之 (総) 板村智幸        | N/A                                     | 宗宮一輝                      | 小説             |
| 2016年 | 10月 - 2017年3月  | 3月のライオン                                                                            | 新房昭之                      | 岡田堅二朗                              | 松永康佑                      | 漫画             |
| 2017年 | 8月12日・13日     | 終物語 「まよいヘル」「ひたぎランデブー」「おうぎダーク」                                | 新房昭之 (総) 板村智幸        | N/A                                     | 宗宮一輝                      | 小説             |
| 2017年 | 10月 - 2018年3月  | 3月のライオン（第2シリーズ）                                                             | 新房昭之                      | 岡田堅二朗                              | 安田孝一                      | 漫画             |
| 2018年 | 1月 - 3月、7月    | Fate/EXTRA Last Encore                                                                   | 新房昭之 (総)                 | 宮本幸裕                                | 網谷一将                      | ゲーム           |
| 2019年 | 5月 - 6月         | 続・終物語                                                                               | 新房昭之                      | N/A                                     | 宗宮一輝                      | 小説             |
| 2020年 | 1月 - 3月         | マギアレコード 魔法少女まどか☆マギカ外伝 1st SEASON                                      | 劇団イヌカレー (総)           | 宮本幸裕 岡田堅二朗 吉澤翠              | 久保田光俊                    | ゲーム           |
| 2020年 | 10月 - 12月       | アサルトリリィ Bouquet                                                                   | 佐伯昭志                      | 大谷肇 (チーフ演出)                     | 安田孝一                      | メディアミックス |
| 2021年 | 4月 - 6月         | 美少年探偵団                                                                             | 新房昭之 (総) 大谷肇          | 岡田堅二朗 (副監督)                     | 安田孝一                      | 小説             |
| 2021年 | 8月 - 9月         | マギアレコード 魔法少女まどか☆マギカ外伝 2nd SEASON -覚醒前夜-                           | 劇団イヌカレー (総) 宮本幸裕  | 吉澤翠 (副監督)                         | 松川裕也                      | ゲーム           |
| 2022年 | 4月               | マギアレコード 魔法少女まどか☆マギカ外伝 Final SEASON -浅き夢の暁-                       | 劇団イヌカレー (総) 宮本幸裕  | 吉澤翠 (副監督)                         | 松川裕也                      | ゲーム           |
| 2022年 | 7月 - 9月         | 連盟空軍航空魔法音楽隊ルミナスウィッチーズ                                               | 佐伯昭志                      | 春藤佳奈 (副監督)                       | 安田孝一                      | メディアミックス |
| 2022年 | 7月 - 9月         | RWBY 氷雪帝国                                                                            | 鈴木利正                      | 岡田堅二朗 (チーフ)                     | 松川裕也                      | 3DCGアニメ       |
| 2023年 | 9月               | 五等分の花嫁∽                                                                            | 宮本幸裕                      | N/A                                     | 松川裕也                      | 漫画             |
| 2025年 | 4月 - 6月         | 忍者と殺し屋のふたりぐらし                                                               | 宮本幸裕                      | N/A                                     | 工藤匡貴                      | 漫画             |

### 劇場アニメ
| 公開年 | 公開日   | タイトル                                           | 監督                   | アニメーション プロデューサー |
| ------ | -------- | -------------------------------------------------- | ---------------------- | ----------------------------- |
| 2007年 | 4月21日  | キノの旅 病気の国 -For You-                        | 中村隆太郎             | 久保田光俊                    |
| 2011年 | 8月27日  | 劇場版 魔法先生ネギま! ANIME FINAL                 | 新房昭之               | 菅野雄二 久保田光俊           |
| 2012年 | 10月6日  | 劇場版 魔法少女まどか☆マギカ 前編 始まりの物語     | 新房昭之 (総) 宮本幸裕 | 岡田康弘                      |
| 2012年 | 10月13日 | 劇場版 魔法少女まどか☆マギカ 後編 永遠の物語       | 新房昭之 (総) 宮本幸裕 | 岡田康弘                      |
| 2013年 | 10月26日 | 劇場版 魔法少女まどか☆マギカ 新編 叛逆の物語       | 新房昭之 (総) 宮本幸裕 | 岡田康弘                      |
| 2016年 | 1月8日   | 傷物語〈I 鉄血篇〉                                 | 新房昭之 (総) 尾石達也 | 行永卓生 松永康佑             |
| 2016年 | 8月19日  | 傷物語〈II 熱血篇〉                                | 新房昭之 (総) 尾石達也 | 行永卓生 松永康佑             |
| 2017年 | 1月16日  | 傷物語〈III 冷血篇〉                               | 新房昭之 (総) 尾石達也 | 行永卓生 松永康佑             |
| 2017年 | 8月18日  | 打ち上げ花火、下から見るか? 横から見るか?          | 新房昭之 (総) 武内宣之 | 宗宮一輝                      |
| 2024年 | 1月12日  | 傷物語 -こよみヴァンプ-                            | 尾石達也               | N/A                           |
| 2025年 | 6月27日  | ヴァージン・パンク Clockwork Girl                  | 梅津泰臣               | 鈴木隆介                      |
| 2026   | 2月      | 劇場版 魔法少女まどか☆マギカ〈ワルプルギスの廻天〉 | 新房昭之 (総) 宮本幸裕 | 未公表                        |

### OVA
| 発売年 | 発売日                   | タイトル                                            | 監督                                                 | アニメーション プロデューサー |
| ------ | ------------------------ | --------------------------------------------------- | ---------------------------------------------------- | ----------------------------- |
| 1987年 | N/A                      | 夢から、さめない                                    | 井上修                                               | N/A                           |
| 1987年 | N/A                      | たいまんぶるうす（第1話）                           | 井上修                                               | N/A                           |
| 1997年 | 5月21日 - 10月22日       | 桜通信                                              | 岡嶋国敏                                             | N/A                           |
| 2002年 | 2月25日 - 2003年1月25日  | アーケードゲーマーふぶき                            | ムトウユージ (1-4) 吉崎観音 (特別エピソード)         | 久保田光俊                    |
| 2006年 | 10月25日 - 11月22日      | ネギま!?                                            | 新房昭之 (総) 大沼心                                 | 久保田光俊                    |
| 2008年 | 8月12日 - 2009年2月17日  | 魔法先生ネギま! -白き翼 ALA ALBA-                   | 新房昭之 (総) 富田浩章 (1) 宮本幸裕 (2) 板村智幸 (3) | 久保田光俊                    |
| 2008年 | 10月17日 - 2009年2月17日 | 【獄・】さよなら絶望先生                            | 新房昭之 (総) 宮本幸裕 (チーフ演出)                  | 久保田光俊                    |
| 2009年 | 9月17日 - 2010年8月17日  | 魔法先生ネギま! -もうひとつの世界-                  | 新房昭之 (総) 静野孔文 (1-2) ところともかず (3-4)    | 久保田光俊                    |
| 2009年 | 11月17日 - 2010年2月17日 | 【懺・】さよなら絶望先生 番外地                     | 新房昭之 (総) 宮本幸裕 (チーフ演出)                  | 久保田光俊                    |
| 2010年 | 11月17日                 | 魔法先生ネギま! もうひとつの世界Extra 魔法少女ユエ♥ | 新房昭之 (総) 伊藤達文                               | 久保田光俊                    |
| 2011年 | 5月25日 - 10月26日       | かってに改蔵                                        | 新房昭之 (総) 龍輪直征                               | 久保田光俊                    |
| 2013年 | 11月27日                 | ひだまりスケッチ 沙英・ヒロ 卒業編                  | 新房昭之 (総) 八瀬祐樹                               | N/A                           |
| 2014年 | 10月8日 - 2015年4月8日   | ニセコイ                                            | 新房昭之 (総) 龍輪直征                               | 藤川仁志                      |
| 2016年 | 1月9日                   | ニセコイ:                                           | 新房昭之 (総) 宮本幸裕 (チーフ演出)                  | 松永康佑                      |
| 2016年 | 10月26日 - 2017年9月27日 | クビキリサイクル 青色サヴァンと戯言遣い             | 新房昭之 (総) 八瀬祐樹                               | 宗宮一輝                      |
| 未公表 | 未公表                   | PRISM NANA THE ANIMATION                            | 宮本幸裕 (1) 沼田誠也 (2) 大谷肇 (3)                 |                               |

### Webアニメ
| 配信年 | タイトル                                 | 監督                   | アニメーション プロデューサー | 原作             |
| ------ | ---------------------------------------- | ---------------------- | ----------------------------- | ---------------- |
| 2016年 | 暦物語                                   | 新房昭之 (総) 板村智幸 | 宗宮一輝                      | 小説             |
| 2021年 | アサルトリリィ ふるーつ                  | 佐伯昭志               | 安田孝一                      | メディアミックス |
| 2024年 | 〈物語〉シリーズ オフ&モンスターシーズン | 新房昭之 (総) 吉澤翠   | 松川裕也 鈴木隆介             | 小説             |

### ゲーム
| 発売年 | タイトル                                 | 監督        | 備考                                                                            |
| ------ | ---------------------------------------- | ----------- | ------------------------------------------------------------------------------- |
| 2008年 | ef - the latter tale.                    | N/A         | EDムービー                                                                      |
| 2012年 | 魔法少女まどか☆マギカ ポータブル         | N/A         |                                                                                 |
| 2013年 | Fate/EXTRA CCC                           | 新房昭之    | OPアニメ                                                                        |
| 2016年 | Fate/EXTELLA                             | 宮本幸裕    | OPアニメ                                                                        |
| 2017年 | マギアレコード 魔法少女まどか☆マギカ外伝 | [ 注釈 16 ] | -2022年; 製作協力、OPアニメ、魔法少女変身ムービー、メインストーリーカットシーン |
| 2018年 | CRYSTAR -クライスタ-                     | 尾石達也    | OPアニメ                                                                        |
| 2018年 | 〈物語〉シリーズ ぷくぷく                | N/A         | イラスト協力                                                                    |
| 2021年 | アサルトリリィ Last Bullet               | [ 注釈 17 ] | -2022年; 企画、製作、OPアニメ、カットシーンアニメ                               |
| 2022年 | ヘブンバーンズレッド                     | N/A         | ファイナルトレーラー                                                            |

### その他
| 年     | タイトル                                                | 監督            | 備考                                                            |
| ------ | ------------------------------------------------------- | --------------- | --------------------------------------------------------------- |
| 2010年 | MAG・ネット 第29話                                      | 尾石達也        | テレビ番組、OPアニメーション                                    |
| 2012年 | 新・光神話 パルテナの鏡「おいかけて」「おいかけられて」 | 新房昭之        | ニンテンドービデオ（ニンテンドー3DS）で配信の短編アニメーション |
| 2013年 | 女子が語るアニメ話「これスキ!なんかイモみたい!!」       | N/A             | Web番組、EDアニメーション                                       |
| 2013年 | SLOT魔法少女まどか☆マギカ                               | N/A             | 追加アニメーションパート                                        |
| 2014年 | 光の女神                                                | N/A             | アニメーションパート                                            |
| 2014年 | 掟上今日子の備忘録×〈物語〉シリーズ                     | 宮本幸裕 (演出) | -2015年、コラボCM                                               |
| 2015年 | MADOGATARI展 シャフト設立40周年記念                     | N/A             | -2016年、展示イベント                                           |
| 2016年 | かくしごと                                              | 宮本幸裕 (演出) | プロモーションアニメーション                                    |
| 2016年 | MADOGATARI GALLERY                                      | N/A             | 展示イベント                                                    |
| 2016年 | 剣と魔法のログレス いにしえの女神×Fate/EXTELLA          | N/A             | コラボCM                                                        |
| 2016年 | BUMP OF CHICKEN「アンサー」                             | N/A             | MVアニメーション                                                |
| 2019年 | カップヌードル「HUNGRY DAYS ワンピース ゾロ篇」         | 高瀬裕介        | 5月                                                             |
| 2019年 | カップヌードル「HUNGRY DAYS ワンピース ナミ篇」         | 高瀬裕介        | 9月                                                             |
| 2019年 | カップヌードル「HUNGRY DAYS ワンピース ビビ篇」         | 高瀬裕介        | 12月                                                            |
| 2019年 | 豊島区×アニメイト「池袋PRアニメ」                       | 高津幸央        | [ 11 ]                                                          |
| 2020年 | カップヌードル「HUNGRY DAYS ワンピース 頂上騎馬戦篇」   | 高瀬裕介        | 2月                                                             |
| 2021年 | YOASOBI「大正浪漫」                                     | 高瀬裕介        | MVアニメーション                                                |
| 2022年 | 漫画『化物語』シャフト制作特別PV                        | 新房昭之        | 漫画のプロモーションアニメ                                      |
| 2023年 | J:COM×U25 環境を考えるプロジェクト                      | 志村亮          | 15秒の環境アニメCM                                              |
| 2023年 | Baton Concept Movie                                     | 高瀬裕介        | 株式会社Batonのコーポレートムービー                             |
| 2024年 | Fate/Grand Order Explore Movie 2024 “WANTED！”          | 長田寛人        | アニメCM                                                        |

### 制作協力
| 年     | タイトル                                     | 制作元請                              | 備考                                                             |
| ------ | -------------------------------------------- | ------------------------------------- | ---------------------------------------------------------------- |
| 1983年 | うる星やつら オンリー・ユー                  | ぴえろ                                | 劇場アニメ                                                       |
| 1984年 | アタッカーYOU!                               | ナック                                | 第1 - 15話                                                       |
| 1986年 | 扉を開けて                                   | マジックバス                          | OVA                                                              |
| 1987年 | 陽あたり良好!                                | グループ・タック                      | -1988年、第3・8・15・21・27・38・43・48話                        |
| 1991年 | うしろの正面だあれ                           | 虫プロダクション                      | 劇場アニメ                                                       |
| 1996年 | きこちゃんすまいる                           | マジックバス                          | 第1・4・14・17・23・38・50話                                     |
| 1996年 | 銀河英雄伝説                                 | キティフィルム三鷹スタジオ            | -1997年、OVA 第87・90・93・96・99・102・105・108話               |
| 1997年 | レジェンド・オブ・クリスタニア               | トライアングルスタッフ                | 第2話                                                            |
| 1997年 | マッハGoGoGo                                 | タツノコプロ                          | 第5・9・14・19・25話                                             |
| 1997年 | ハレルヤIIBOY                                | トライアングルスタッフ                | 第3話                                                            |
| 1997年 | 少女革命ウテナ                               | J.C.STAFF                             | 第15・20・29・37話                                               |
| 1997年 | バトルアスリーテス大運動会                   | AIC                                   | -1998年、各話制作協力                                            |
| 1998年 | 銀河英雄伝説外伝                             | ケイファクトリー                      | OVA 第5 - 8・17話                                                |
| 1998年 | サイレントメビウス                           | RADIX                                 | 各話制作協力                                                     |
| 1998年 | ジェネレイターガウル                         | タツノコプロ                          | 第4・6・10話                                                     |
| 1998年 | BURN-UP EXCESS                               | マジックバス                          | 第3話                                                            |
| 1998年 | 突撃!パッパラ隊                              | マジックバス                          | 第5・10・16話                                                    |
| 1999年 | 宇宙海賊ミトの大冒険                         | トライアングルスタッフ                | 第2・4・6・8・10・12話                                           |
| 1999年 | デュアル!ぱられルンルン物語                  | AIC                                   | 各話制作協力                                                     |
| 1999年 | パワーストーン                               | ぴえろ                                | 第8・16話                                                        |
| 1999年 | 魔法使いTai!                                 | トライアングルスタッフ マッドハウス   | 第10話                                                           |
| 1999年 | 宇宙海賊ミトの大冒険 2人の女王様             | トライアングルスタッフ                | 第2・4・6・8・10・12話                                           |
| 1999年 | 今、そこにいる僕                             | AIC                                   | 第5・10話                                                        |
| 1999年 | 地球防衛企業ダイ・ガード                     | XEBEC                                 | 第11話                                                           |
| 1999年 | Blue Gender                                  | AIC                                   | -2000年、第4・10・16・22話                                       |
| 1999年 | エクセル・サーガ                             | J.C.STAFF                             | -2000年、第4・9・14・19・24話                                    |
| 2000年 | ブギーポップは笑わない Boogiepop Phantom     | マッドハウス                          | 第2・5・7・11 - 12話                                             |
| 2000年 | NieA_7                                       | トライアングルスタッフ                | 第11話                                                           |
| 2000年 | サクラ大戦                                   | マッドハウス                          | 各話制作協力                                                     |
| 2000年 | 北へ。Pure Session                           | Studio D VOLT                         | OVA                                                              |
| 2000年 | 幻想魔伝 最遊記                              | ぴえろ                                | -2001年、第3・5・9・15・21・27 - 50話                            |
| 2001年 | 千と千尋の神隠し                             | スタジオジブリ                        | 劇場アニメ                                                       |
| 2001年 | 頭文字D Third Stage                          | スタジオディーン                      | 劇場アニメ                                                       |
| 2001年 | シスター・プリンセス                         | ZEXCS                                 | 第4話                                                            |
| 2001年 | The Soul Taker 〜魂狩〜                      | タツノコプロ タツノコVCR              | 第10話                                                           |
| 2001年 | キカイダー01 THE ANIMATION                   | スタジオOX                            | OVA 第2話                                                        |
| 2001年 | しあわせソウのオコジョさん                   | RADIX                                 | -2002年、第2・5・8・19・24・25・27・29・33・36・39・42・45・48話 |
| 2002年 | 七人のナナ                                   | ACGT                                  | 第14話                                                           |
| 2002年 | WXIII 機動警察パトレイバー                   | マッドハウス                          | 劇場アニメ                                                       |
| 2003年 | ヒートガイジェイ                             | サテライト                            | 第19話                                                           |
| 2003年 | DEAR BOYS                                    | ACGT                                  | 第3・7・12・18・23話                                             |
| 2003年 | キノの旅 -the Beautiful World-               | ACGT                                  | 第7話                                                            |
| 2004年 | みさきクロニクル ~ダイバージェンス・イヴ~    | RADIX                                 | 第2話                                                            |
| 2004年 | ギルガメッシュ                               | グループ・タック ジャパンヴィステック | 第16・22話                                                       |
| 2004年 | 鉄人28号                                     | パルム                                | 第3・6・9話                                                      |
| 2004年 | 学園アリス                                   | グループ・タック                      | 第4・10話                                                        |
| 2004年 | うた∽かた                                    | ハルフィルムメーカー                  | 第4話                                                            |
| 2005年 | NAGASAKI 1945 アンゼラスの鐘                 | 虫プロダクション                      | 劇場アニメ                                                       |
| 2016年 | 君の名は。                                   | コミックス・ウェーブ・フィルム        | 劇場アニメ                                                       |
| 2019年 | 五等分の花嫁                                 | 手塚プロダクション                    | 第11話                                                           |
| 2022年 | かがみの孤城                                 | A-1 Pictures                          | 劇場アニメ                                                       |
| 2023年 | マッシュル-MASHLE-                           | A-1 Pictures                          | -2024年、第7・14話                                               |
| 2023年 | 女神のカフェテラス                           | 手塚プロダクション                    | 第9話                                                            |
| 2023年 | ゾン100〜ゾンビになるまでにしたい100のこと〜 | BUG FILMS                             | 第2 - 5話                                                        |
| 2023年 | 映画 プリキュアオールスターズF               | 東映アニメーション                    | 制作協力                                                         |

## 関連人物

### アニメーター・演出家
- 伊藤良明
- 杉山延寛
- 阿部厳一朗
- 今村亮
- 潮月一也
- 松本元気
- 高野晃久
- 岩崎安利
- 村山公輔
- 綾部美穂
- 泉美紗子
- 重松佐和子
- 砂田茂樹

- 西川智容
- 永治健太
- 香取泰江
- 永田全
- 土屋玲奈
- 佐々木満
- 小長井美南
- 武内宣之
- 守岡英行
- 渡辺明夫
- 実原登
- 山村洋貴
- 劇団イヌカレー

- 新房昭之
- 尾石達也
- 大沼心
- 宮本幸裕
- 龍輪直征
- 板村智幸
- 上坪亮樹
- 鈴木利正
- 大森英敏
- 芦野芳晴
- 石倉賢一
- 長田寛人
- 川田和樹

- 小俣真一
- 飯村正之
- 森義博
- 八瀬祐樹
- 笹木信作
- 美甘義人
- 向井雅浩
- 川畑喬
- 滝山真哲
- 大田和寛
- 大塚舞
- 小原充
- 佐伯昭志

### 制作
- 若尾博司（創業者、初代代表取締役、現会長）
- 久保田光俊（第2代目代表取締役、アニメーションプロデューサー）
- 大嶋実句（アシスタントプロデューサー）

### 美術監督
- 飯島寿治
- 東厚治

### 色彩設計
- 日比野仁
- 滝沢いづみ

### 撮影監督
- 江藤慎一郎
- 会津孝幸
- 江上怜
- 内村祥平

### ビジュアルエフェクト
- 酒井基

### 漫画家・イラストレーター
- 氷川へきる
- 蒼樹うめ
- 久米田康治
- ウエダハジメ
- カントク

### その他
- 高橋祐馬（アニプレックス・宣伝プロデューサー）